# Mogotón
O monte Mogotón é o ponto mais alto da Nicarágua, com altitude de 2107 m. Está localizado na fronteira Honduras-Nicarágua, na Reserva Nacional Cordillera Dipilto y Jalapa.